# Eugnathia pulcherrima
Eugnathia pulcherrima är en fjärilsart som beskrevs av Butler 1897. Eugnathia pulcherrima ingår i släktet Eugnathia och familjen nattflyn. Inga underarter finns listade i Catalogue of Life.